# Harry Potter och Fenixorden (spel)
Harry Potter och Fenixorden är ett datorspel från 2007 som släpptes den 25 juni i USA och den 29 juni i Europa. Det är baserat på boken Harry Potter och Fenixorden. Spelet finns till tio olika format, bland annat till PC, Playstation 2, Playstation 3 och Xbox 360. Skaparna har lagt vikten på en öppen värld utan laddningstider. Hogwarts är för första gången i ett Harry Potter-spel detsamma som det Hogwarts som presenteras i filmerna.

## Svenska röster
- Harry Potter - Niels Pettersson
- Hermione Granger - Norea Sjöquist
- Ron Weasley - Jesper Adefelt
- Ginny Weasley, Angelina Johnson - Annika Barklund
- Fred Weasley, George Weasley - Leo Hallerstam
- Remus Lupin - Jan Mybrand
- Nymphadora Tonks - Claudia Galli
- Albus Dumbledore - Torsten Wahlund
- Draco Malfoy - Lucas Krüger
- Neville Longbottom - Adam Giertz
- Sirius Black - Peter Sjöquist
- Arthur Weasley - Jonas Bergström
- Dudley Dursley - Gabriel Odenhammar
- Rubeus Hagrid - Allan Svensson